# Forteresse Rosecrans
La forteresse Rosecrans (en anglais : Fortress Rosecrans) est une forteresse à Murfreesboro, dans le Tennessee, aux États-Unis. Construit par l'Union Army après la bataille de la Stones River, pendant la guerre de Sécession, l'édifice est nommé en l'honneur de William Starke Rosecrans. Aujourd'hui en ruine, il est protégé au sein du champ de bataille national de la Stones River et est par ailleurs inscrit au Registre national des lieux historiques depuis le 7 juin 1974.